# Mateusz Wieteska
Mateusz Wieteska, född 11 februari 1997, är en polsk fotbollsspelare som spelar för Clermont Foot och Polens herrlandslag i fotboll.